# Clarendon Hills
Clarendon Hills – wieś w Stanach Zjednoczonych, w stanie Illinois, w hrabstwie DuPage.

## Historia
W 1961 samolot linii Trans World Airlines rozbił się w Clarendon Hills, zginęły wszystkie 78 osób (pasażerowie i załoga).